# لوبوس آداميك
لوبوس آداميك (بالتشيكية: Luboš Adamec)‏ هو لاعب كرة قدم تشيكي في مركز الدفاع، ولد في 27 أبريل 1994 في برنو في التشيك. لعب مع سبارتا براغ وشلوسك فروتسلاو ويوفنتوس.

## وصلات خارجية
- لوبوس آداميك على موقع قاعدة بيانات كرة القدم.إي يو (الإنجليزية)
- لوبوس آداميك على موقع عالم كرة القدم.نت (الإنجليزية)